# 풍기북부초등학교
풍기북부초등학교는 대한민국 경상북도 영주시에 있는 초등학교다.

## 연혁
- 1962.08.31 풍기북부국민학교 설립 인가
- 1963.03.02 풍기북부국민학교로 개교
- 1964.01.01 교가제정 작사 권기환 교사 작곡 유재덕
- 1969.03.03 경북교위 지정 연구학교(향토학교)
- 1974.03.05 새마을 시범학교지정(영주군지정)
- 1975.05.15 새마을 교육 최우수학교 수상(문교부장관)
- 1981.03.01 병설유치원 개원
- 1988.04.23 체육부 지정 농촌형 급식학교
- 1988.04.24 농촌형 급식학교 개설
- 1996.03.01 풍기북부초등학교로 개칭
- 2001.03.01 영주교육청 지정 과학교육 시범학교 운영
- 2004.03.01 영주교육청 지정 선비교육 시범학교 운영
- 2005.02.14 소규모 학교 경영최우수상 수상
- 2007.09.11 교육장기타기 육상대회 6연패
- 2008.03.01 경상북도교육청지정 방과후학교 시범학교
- 2009.02.02 영주교육 실적 보고회 학교경영부문 최우수 수상
- 2009.12.24 학교평가 최우수 학교 표창
- 2010.01.20 영주교육 실적 보고회 학교경영부문 최우수 수상
- 2012.01.26 영주교육 실적 보고회 학교경영부문 최우수 수상
- 2012.12.24 2012학년도 학교평가 우수교(도)
- 2012.12.28 2012학년도 학교평가 우수교(도)
- 2013.12. 2013학년도 학교관리 우수교(도)
- 2013.12. 2013학년도 학교평가 최우수교(도)
- 2014.03.01 제20대 정병주 교장 부임
- 2015.02.13 제52회 졸업(졸업생 총수 4,036명)
- 2015.03.01 초등 6학급, 유치원 1학급 편성